# David Lubin
David Lubin (Kłodawa, 10 giugno 1849 – Roma, 1º gennaio 1919) è stato un mercante e filantropo polacco naturalizzato statunitense.

## Biografia
La sua famiglia, di religione ebraica, si trasferì negli Stati Uniti.
Promosse la fondazione di un'istituzione internazionale che si occupasse di risolvere il problema dell'alimentazione. Dopo un incontro con Vittorio Emanuele III, il Re diede il suo personale patrocinio al progetto e istituì l'Istituto internazionale di agricoltura con sede a Roma.
Morì nel 1919, vittima dell'influenza spagnola.